# Крейдл (гора)
Крейдл (англ. Cradle Mountain) — гора, расположенная в северной части национального парка Крейдл-Маунтин — Лейк-Сент-Клэр, находящегося на территории острова (и одноимённого штата) Тасмания, входящего в состав Австралии. Этот парк является частью территории, называемой «Дикая природа Тасмании» (англ. Tasmanian Wilderness), являющейся объектом Всемирного наследия ЮНЕСКО. Высота горы Крейдл — 1545 м над уровнем моря, она является пятой по высоте горой Тасмании. Подобно многим другим горам региона, она сформирована из долеритовых колонн.
Благодаря своей красоте, гора Крейдл является одним из главных туристских мест в Тасмании. Самый известный вид горы Крейдл — с севера, со стороны озера Дов, куда подходит автомобильная дорога. У горы есть 4 вершины, носящие имена (в порядке убывания высоты): Крейдл (англ. Cradle Mountain, 1545 м), Смитис (англ. Smithies Peak, 1527 м), Башня Вайндорфера (англ. Weindorfers Tower, 1459 м) и Литл-Хорн (англ. Little Horn, 1355 м). Предположительно, название горы Крейдл связано с тем, что её форма напоминает лоток для промывки золотоносного песка (англ. gold-mining cradle), хотя слово cradle чаще переводится как «колыбель».

## История
В результате археологических исследований, проведённых на территории Национального парка Крейдл-Маунтин—Лейк-Сент-Клэр, были найдены многие места проживания тасманийских аборигенов, которые, по-видимому, стали осваивать эту территорию по мере отступления ледников. Гора была названа Крейдл (англ. Cradle Mountain) путешественником Джозефом Фосси (Joseph Fossey) в 1826 году (по другим сведениям, в 1827 году). В 1831 году Генри Хеллиер (Henry Hellyer) стал первым человеком европейского происхождения, ступившим на вершину горы. До начала XX века эти места лишь изредка посещались охотниками и старателями.
История развития этого района в начале XX века связана с именем Густава Вайндорфера (Gustav Weindorfer). Он родился в Австрии в 1874 году. В 1900 году он эмигрировал в Австралию, а в 1903 году в клубе натуралистов в Мельбурне познакомился с Кейт Каули (Kate Cowle). Кейт родилась в Тасмании в 1863 году, а в 1901 году перебралась в Мельбурн, чтобы изучать музыку и естественные науки. Густав и Кейт решили переехать в Тасманию, где они и поженились в 1906 году. Они провели свой медовый месяц в районе горы Роланд (Mount Roland), и там Вайндорфер впервые увидел гору Крейдл, которая произвела на него такое впечатление, что он решил непременно к ней вернуться. В 1910 году Густав и Кейт со своими друзьями Рональдом Смитом (Ronald Smith) и Уолтером Блэком (Walter Black) взошли на вершину горы Крейдл. Таким образом, Кейт стала первой женщиной европейского происхождения, достигшей вершины.

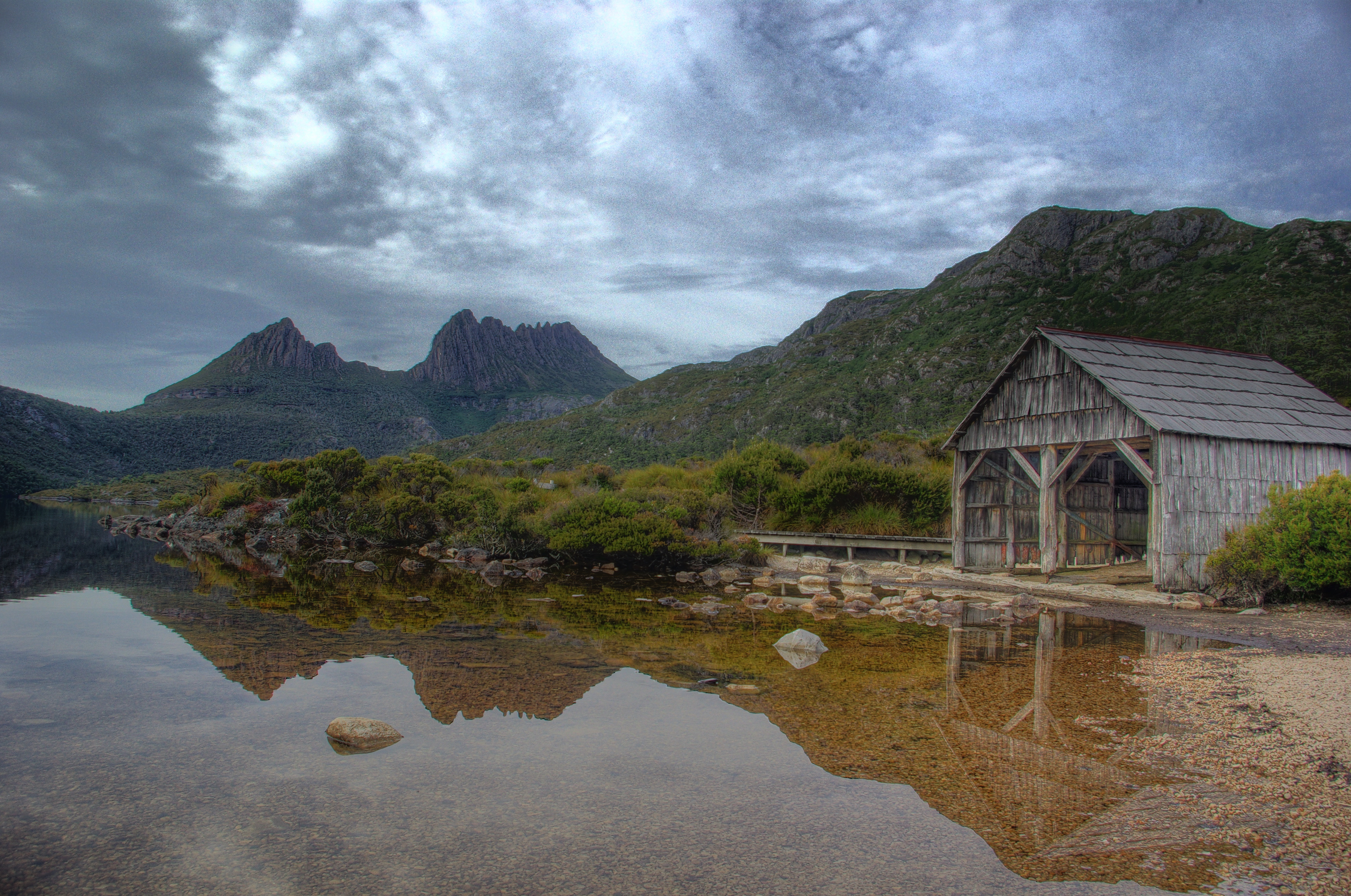
Вид на озеро Дов и гору Крейдл. Навес для лодок был построен в 1940-х годах

С тех пор у Густава и Кейт появилась идея сделать этот район более доступным для жителей и гостей Тасмании. Они купили на каждого по 200 акров земли в окрестностях горы Крейдл, и в 1912 году Густав начал постройку шале, которое было названо Вальдхайм (Waldheim). Первые посетители появились в недостроенном шале во время Рождества 1912 года, а на следующее лето там уже жили 25 гостей. Благодаря настойчивости Вайндорфера, было начато строительство дороги, которое было завершено к 1919 году (конец дороги находился в полутора километрах от шале). К сожалению, Кейт не дожила до этого дня — она скончалась от тяжёлой болезни 29 апреля 1916 года.
Густав продолжал неустанно бороться за создание заповедной зоны в районе горы Крейдл. В значительной степени благодаря его усилиям, 16 мая 1922 года область площадью 63943 гектаров (639,43 км²) от горы Крейдл до озера Сент-Клэр была объявлена ландшафтным заповедником и заказником дикой природы (англ. Scenic Reserve and Wildlife Sanctuary). Густав Вайндорфер скончался в мае 1932 года от сердечного приступа и был похоронен недалеко от своего шале. Затем шале Вальдхайм было приобретено и достроено Лайонелом Коннелом (Lionel Connell), который стал первым официально назначенным рейнджером в районе горы Крейдл. В 1945 году семья Коннелов продала Вальдхайм и принадлежавшую им землю правительству для включения в Национальный парк Крейдл-Маунтин—Лейк-Сент-Клэр.

## География и туризм

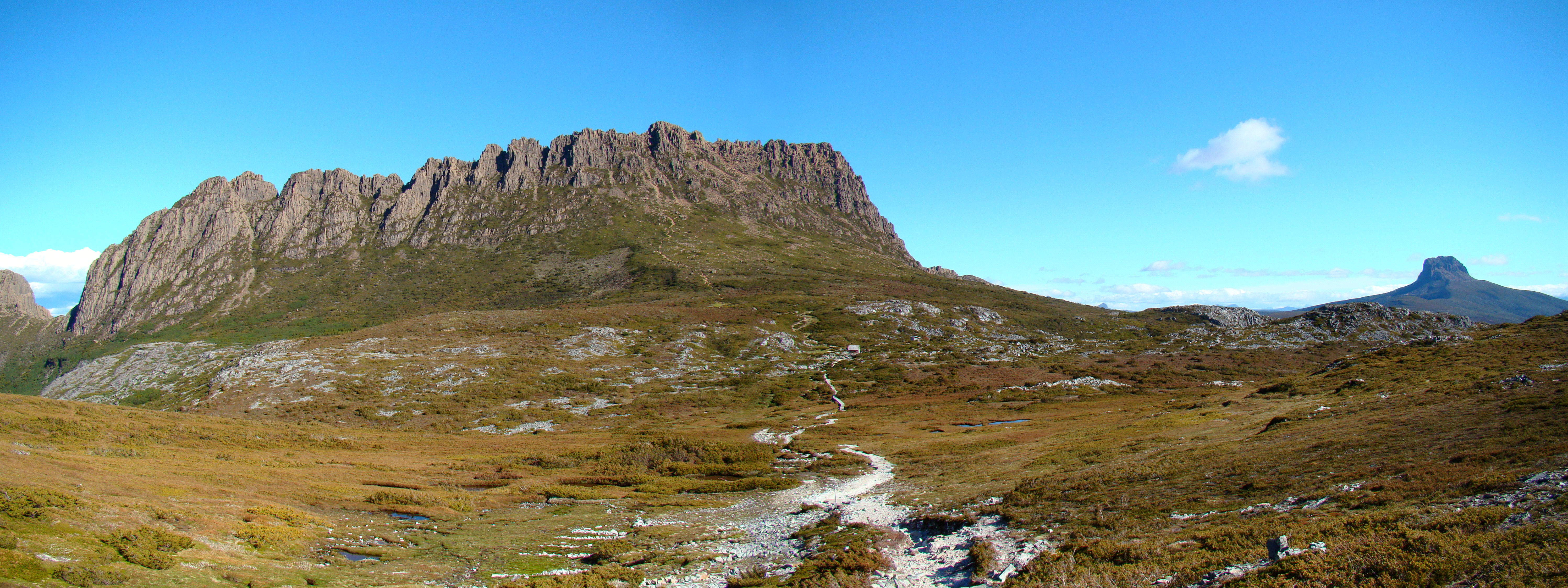
Вид на гору Крейдл с запада, справа на заднем плане видна гора Барн-Блафф

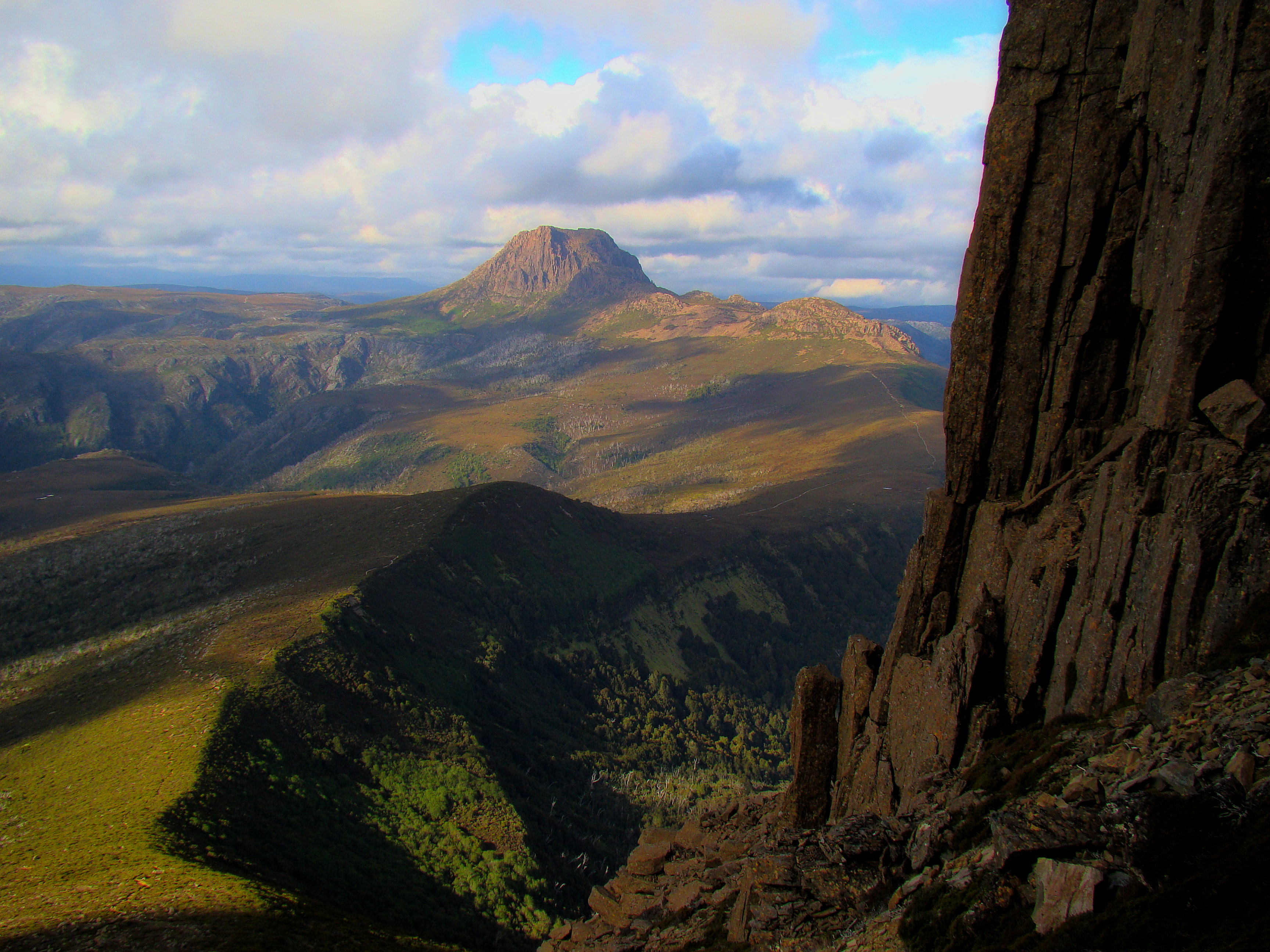
Вид на гору Крейдл с находящейся на юге горы Барн-Блафф

К настоящему времени территория, включённая в состав Национального парка Крейдл-Маунтин—Лейк-Сент-Клер увеличилась до 161 443 гектаров (1614,43 км²). В окрестностях горы Крейдл, которая находится в северной части парка, имеется множество однодневных пешеходных маршрутов. Кроме этого, у горы Крейдл находится северное окончание одного из самых популярных в Австралии пеших туристских маршрутов — многодневного маршрута Overland Track длиной около 70 км, южное окончание которого находится у озера Сент-Клэр.
У северной оконечности озера Дов, рядом с ручьём Ронни (англ. Ronny Creek), находится место для стоянки автомобилей. Центр для посетителей парка (Cradle Mountain Visitors Centre) находится на расстоянии 8 км на север от озера Дов. Сюда прибывают автобусы из городов Лонсестон и Девонпорт, а также туристические рейсы. Между центром для посетителей и автомобильной стоянкой у озера Дов курсирует челночный автобус.
Вершина горы Крейдл часто посещается туристами, и на неё можно взойти в любое время года. Такое восхождение требует значительных усилий и хорошей физической подготовки. Рекомендуемое время на восхождение (от автомобильной парковки у озера Дов) составляет 6,5 часов. Значительную часть маршрута приходится карабкаться по крупным каменистым выступам. Кроме этого, хорошая погода в начале восхождения может очень быстро смениться непогодой. С вершины горы Крейдл открываются живописные виды во все стороны — включая озеро Дов на севере, гору Оссa (1617 м — высшая точка Тасмании) на юго-западе, а также гору Барн-Блафф (1559 м) на юге.